# Nicole Gibbs
Nicole Gibbs (født 3. marts 1993 i Cincinnati, Ohio, USA) er en professionel tennisspiller fra USA.